# موازنة صعوبة اللعبة الديناميكية
موازنة صعوبة اللعبة الديناميكية (DGDB)، والمعروفة أيضًا بتعديل الصعوبة الديناميكي (DDA) أو موازنة اللعبة الديناميكية (DGB)، هي عملية تغيير العوامل المتغيرة والسيناريوهات والسلوكيات تلقائيًا في لعبة الفيديو في الوقت الفعلي، بناءً على قدرة اللاعب من أجل تجنب جعل اللاعب يشعر بالملل (إذا كانت اللعبة سهلة للغاية) أو بالإحباط (إذا كانت صعبة للغاية). ومع ذلك، فإن السماح للاعبي الذكاء الاصطناعي بخرق القواعد التي يلتزم بها اللاعبون يمكن أن يؤدي إلى غش الذكاء الاصطناعي — على سبيل المثال، قد يتم منح لاعبي الذكاء الاصطناعي سرعة غير محدودة في ألعاب السباق للبقاء بالقرب من اللاعب البشري. الهدف من التوازن الديناميكي للصعوبة هو الحفاظ على اهتمام اللاعب من البداية إلى النهاية، مما يوفر مستوى جيدًا من التحدي.

## عناصر موازنة صعوبة اللعبة الديناميكية
تتضمن بعض عناصر اللعبة التي يمكن تغييرها من خلال موازنة الصعوبة الديناميكي ما يلي:
- سرعة الأعداء
- صحة الأعداء
- تواتر الأعداء
- تواتر زيادة الطاقة
- قوة اللاعب
- قوة الأعداء
- مدة تجربة اللعب

## تحفظات
من الصعب تصميم لعبة عادلة دون توقعها. يستشهد أندرو رولينجز وإرنست آدمز بمثال على لعبة غيرت صعوبة كل مستوى بناءً على أداء اللاعب في عدة مستويات سابقة. لاحظ اللاعبون ذلك ووضعوا إستراتيجية للتغلب على المستويات الصعبة من خلال اللعب السئ بشكل متعمد في المستويات قبل المستوى الصعب. يشدد صانعو الالعاب على أهمية التستر على تكيف اللعبة حتى لا يدرك اللاعبون ذلك.

## روابط خارجية
- "Dynamic Difficulty Adjustment". Game Ontology Wiki. مؤرشف من الأصل في 2010-08-13.
- "Dynamic Difficulty". تي في تروبس [الإنجليزية]. مؤرشف من الأصل في 2020-07-05.